# Márcia Cibilis Viana
Márcia Maria d’Ávila Cibilis Viana, mais conhecida como Márcia Cibilis Viana, (Porto Alegre, 26 de agosto de 1949) é uma economista, professora e política brasileira que foi deputada federal pelo Rio de Janeiro.

## Dados biográficos
Filha de Cibilis da Rocha Viana e Leda d’Ávila Viana. Formada em Economia pela Universidade do Estado do Rio de Janeiro em 1973, obteve o Mestrado na Universidade de Brasília em 1978, ingressando no PDT em 1981. No ano seguinte concluiu o Doutorado pela Universidade Estadual de Campinas.  Durante o primeiro governo Leonel Brizola foi secretária-geral da Fundação de Amparo à Pesquisa do Estado do Rio de Janeiro, cargo que deixou em 1986, quando foi eleita suplente de deputado federal.
Em 1988 o PDT elegeu Juarez Antunes prefeito de Volta Redonda, Noel de Carvalho prefeito de Resende e Roberto d'Ávila vice-prefeito do Rio de Janeiro na chapa de Marcelo Alencar. Autorizado pela Constituição, Roberto d'Ávila pôde acumular a vice-prefeitura carioca e o mandato parlamentar, mas afastou-se desse último para integrar a equipe da nova administração, e como Edésio Frias foi nomeado secretário municipal de Governo, quatro suplentes foram enviados a Brasília, um dos quais, Márcia Cibilis Viana. Reeleita em 1990 e 1994, votou pelo impeachment de Fernando Collor em 1992.
Cassada pela Justiça Eleitoral, manteve-se no exercício do mandato graças à interposição de recursos ao Tribunal Superior Eleitoral, e posteriormente foi inocentada das denúncias a ela atribuídas.